# Черноморское побережье Турции
Черноморское побережье Турции достигает в длину 1700 км, что составляет примерно 34,9 % береговой линии Чёрного моря. Таким образом, Турция имеет самый широкий доступ к акватории Чёрного моря, контролируя всю южную половину Причерноморья. Тем не менее, даже эти обширные морские владения являются сравнительно небольшими по сравнению с периодом XV—XVII веков, когда Османская империя и её сателлит Крымское ханство фактически превратили Чёрное и Азовское моря во внутреннее «турецкое озеро». Территориальная экспансия Российской империи (с конца XVIII века), а также движение за независимость христианских народов (в конце XIX века) Румынии и Болгарии, существенно сократили выход Турции к морю. Современное черноморское побережье страны отличается спокойствием и отсутствием развитой инфраструктуры. Средиземноморское побережье Турции, напротив, гораздо более освоено благодаря активному развитию туризма в районе города Анталья.

## История
Во времена поздней античности практически всё Чёрное море, так же как и черноморское побережье Турции стало объектом активной древнегреческой колонизации. В это время были основаны все основные населённые пункты этого региона (Амасра, Синоп, Самсун, Трабзон и др.) В период раннего средневековья греческие населённые пункты преобладали к западу от Синопской бухты. К востоку от неё они перемежались с армянскими и грузинскими (лазскими) населёнными пунктами. С XIII века черноморское побережье Малой Азии заселяют многочисленные тюркские племена, постепенно ассимилирующие дотюркские народности. В настоящее время турки составляют подавляющее большинство населения. Небольшие исламизированные меньшинства представляют чвенебури, лазы, черкесы, крымские татары.

## География
Черноморское побережье Турции формирует естественную северную границу страны. Это самый протяжённый морской участок страны. Черноморское побережье страны характеризуется слабой изрезанностью береговой линии. Исключения составляют пролив Босфор, Синопская бухта, конусы выноса некоторых крупных рек, а также небольшие острова:
- Гиресун (Гиресун)
- Кефкен (Коджаэли)
- Ереке (Стамбул)
- Тавшан (Бартын)
- Бююк (Амасра)

## Климат
Черноморское побережье Турции характеризуется умеренно тёплым субтропическим климатом. При этом увлажнение территории неодинаково. К западу от Амасры осадков мало, здесь господствует типичный сухой средиземноморский климат. В восточной части побережья увлажнение гораздо более интенсивно. Осадки здесь распределяются сравнительно равномерно. Зимой в центральной части побережья дуют холодные и сырые северные ветра, поднимающиеся вверх по горным долинам. Поэтому черноморское побережье страны (в частности Пафлагония) считается относительно суровым регионом страны. Тем не менее, Чёрное море смягчает климат. Средняя температура января на побережье от +1 до +7 °C, июля +22, +24. Восточную часть Черноморского побережья страны защищают с севера хребты Кавказа, поэтому здесь значительно теплее.

## Достопримечательности
Черноморское побережье Турции относится к малоосвоенным регионам страны. Транспорт представлен автобусами, а также паромами, в том числе международными (Сочи-Трабзон, Сочи-Самсун, Ялта-Стамбул, Ялта-Трабзон, Ялта-Синоп).
К главным достопримечательностям региона относят исторический османский город Сафранболу (близ Карабюка), а также скальный монастырь Сумела (рядом с Трабзоном).
Довольно интересны и такие города как Самсун, Синоп, Гиресун, Ризе и Хопа. В городе Амасра сохранились две генуэзских крепости, а также мечети Фатиха и Искеле. В Кастамону имеются этнографические и исторические музеи, там же расположены мечеть Атабей, а также мечеть Ибни Медджар, которая была основана ещё в XIII веке.
Недалеко от Кастамону расположен Национальный горный парк Ылгаз. К югу от Самсуна, в районе населённого пункта Хавза, на поверхность выходят термальные источники. Особо выделяются достопримечательности Трабзона (Айя София, армянская церковь Св. Анны, церковь Св. Евгения, Трабзонский замок, мост Загнос с башней, мечеть и гробница Гюльбахар), который в 1204-1461 годах был столицей Трапезундской империи, а фактически также и всей Черноморской Анатолии восточнее Стамбула.
Внимание привлекают также альпийская зона Зигана, замок Байбурт, расположенный в центре самого маленького вилайета Турции, а также ледниковое озеро Узунгель. Долина Хемпшин с канатными дорогами, занимающая земли к югу от трассы между Ризе и Хопой популярна среди любителей горного туризма. Город Артвин с Национальным парком Карагёль-Сахара считается известным своими пейзажами, а Юсуфели прославился благодаря остаткам многочисленных средневековых армянских и грузинских церквей и замков. Долина реки Чорух популярна среди любителей рафтинга. Имеется множество других горных рек.